# Ejnar Mikkelsengletsjer
De Ejnar Mikkelsengletsjer is een gletsjer in Nationaal park Noordoost-Groenland in het oosten van Groenland.
De gletsjer is vernoemd naar de arctische ontdekkingsreiziger Ejnar Mikkelsen.

## Geografie
De gletsjer heeft drie takken en wordt vanuit het westen door de Stormgletsjer gevoed. Een noordelijke tak gaat meer dan tien kilometer richting het noorden en watert via een gletsjerrivier in de Groenlandzee uit. Een oosttak gaat meer dan vijf kilometer naar het oosten en mondt uit in het uiteinde van het Bredefjord. De zuidtak gaat meer dan tien kilometer naar het zuiden mondt daar uit in het uiteinde van het Smallefjord, naast de monding van de Stejlgletsjer vanuit het westen.
Op ongeveer zeven kilometer zuidelijker mondt ook de Canongletsjer uit in het Smallefjord. Op ongeveer 20 kilometer naar het noordwesten ligt de Soranergletsjer en op meer dan 30 kilometer naar het noordwesten de L. Bistrupgletsjer.
Ten noordoosten van de gletsjer ligt het Koningin Margrethe II-land en ten zuidoosten het C.H. Ostenfeldland.